# Erdélyi körkép
Az Erdélyi körkép vagy Erdélyi panoráma vagy  Bem-Petőfi Körkép (lengyelül: Panorama Siedmiogrodzka) egy 15 x 120 m méretű körpanoráma-festmény, mely a tavaszi hadjárat egyik dicsőséges pillanatát, a nagyszebeni csatát, illetve Bem József és Petőfi Sándor alakját jelenítette meg. A kép jelentős része mára elveszett. Lengyel tulajdonban lévő megmaradt részei azonban restaurálva ma is láthatók. Korábban „Bem és Petőfi” és „Nagyszebeni csata” címen is ismerték.
A körkép a csata döntő pillanatát ábrázolja. Négy fő motívuma: Bem és vezérkara, a hídért folytatott küzdelem, a honvédroham és a közeledő magyar tartalék erő.
1898 márciusában Budapesten láthatta a magyar közönség, majd Európa több városában is kiállították. Ezt az tette lehetővé, hogy a korabeli panorámaképek „szabvány” szerint készültek kb. 120×15 méteres méretben. Bemutatásukra Európa-szerte ennek megfelelően kialakított speciális kiállítótermek és épületek, kör alakú rotundák szolgáltak.

## Története

### Lengyel előzményei
A Lengyelországban készült Racławicei körképet (Panorama Racławicka) 1896-ban Magyarországra hozták és kiállították a Városligetben. A Kościusko Tádé (Tadeusz Kościuszko) vezette lengyel sereg győztes csatáját ábrázó 15 x 114 méteres monumentális képet 800 000 néző tekintette meg.
A sikeren felbuzdulva Jan Styka, a Racławicei körkép ötletadója és egyik festője megbízást kapott a Bánffy-kormánytól, hogy az 1848–49-es forradalom és szabadságharc 50. évfordulójára készítsen hasonló alkotást. A témaválasztást Stykára bízták, aki az 1849. március 11-i nagyszebeni csatát választotta. Döntésében szerepet játszott, hogy így a lengyel Bemet és a magyar Petőfit együtt ábrázolhatja.

### A csata
Az ún. második nagyszebeni csatában a magyar honvédsereg Bem vezetésével fényes győzelmet aratott az egyesült osztrák és orosz csapatok felett. Bem délután négy órakor Nagyselyknél az őt bekeríteni akaró 4000 orosz, 2000 osztrák gyalogosból és 600 kozákból álló ellenséget székely újoncaival megtámadta és Szebenig visszanyomta, majd éjfélkor a városba benyomult, ahol ágyúkat, muníciós szekereket, sok száz fegyvert zsákmányolt.

### A körkép
Styka a lengyel Zygmunt Rozwadowski, Michal Wywiórski és Tadeusz Popiel, a német Leopold Schönchen és a magyar Margitay Tihamér, K. Spányi Béla, valamint Vágó Pál festőkkel végezte el a munkát, ami Lwówban (Lembergben) folyt. A három lengyel művész korábban részt vett a Racławicei körkép elkészítésében, így megfelelő tapasztalattal rendelkeztek a munkához. Margitay zsánerképfestő, Spányi tájképfestő, Vágó a monumentális festészet mestere, Schönchen pedig a csatajelenetek szakértője volt.
Styka azok közé a művészek közé tartozik, a kik valósággal beleélik magokat tárgyukba, s addig nem fognak az alkotás nagy munkájához, mig minden legkisebb részletet gonddal és szeretettel át nem tanulmányoztak. A lengyel művész egész kis könyvtárt olvasott össze a magyar szabadságharczra vonatkozó munkákból; múzeumokban, ereklyetárakban fölkutatta az egykorú öltözékeket, fegyverzeteket; meghallgatta a nagy események még életben levő tanúit s kétszer is ellátogatott a helyszínére, hogy ottan gondos tanulmányokat tegyen, részletekre is kiterjeszkedő vázlatokat készítsen. Mikor aztán mindezekkel készen volt, munkatársaiul fölszólította az élénk előadásban jártas Margitay Tihamért, a ki azonban közbejött betegsége miatt rövid idő múlva kénytelen volt abbahagyni a munkát, továbbá a geniális Vágó Pált s újabb tájképfestészünk egyik mesterét: Spányi Bélát, hogy velük együtt megalkossa a nagymérvű körképet: Szeben ostromát.
A munkát 1897 áprilisában kezdték el a festők és öt hónap alatt szeptemberre készültek el a teljes körképpel. Először Lwówban állították ki, majd év végén Magyarországra hozták a „Népek Tavasza” 50. évfordulójára kiállítani. Egy városligeti pavilonban 1898 elejétől lehetett megtekinteni. A kép nagy sikert aratott és számtalan nézőt vonzott.
A mű népszerűsége ellenére Jan Styka nem látott reményt arra, hogy a korábban kialkudott honoráriumot a budapesti megrendelőitől megkapja. Ezért 1900-ban a körképet összetekerte és Galíciába szállította. 1907-ben volt az  utolsó lehetőség arra, hogy a körképet teljes egészében láthassa a közönség, amikor Varsóban kiállították. Végül az anyagi nehézségei miatt Styka az általa kiválasztott részekre vágatta a képet és 1908-ban részenként külön-külön értékesítette. Styka valamennyi önálló műként létrejött körképrészletet ellátta a szignójával.
1928-ban vita támadt Lengyelországban Bem földi maradványainak Lengyelországba szállításáról. Tarnówban, Bem szülővárosában ekkor elhatározták, hogy összegyűjtik a kép részeit, de a munka félbemaradt. 1977-ben vetődött fel ismét a gondolat, amikor egy krakkói antikváriumban feltűnt a kép egy darabja. A Tarnówi Körzeti Múzeum 36 részt kutatott fel azóta, még napjainkban is kerülnek elő újabbak. 15 rész a tulajdonába került, más részei Varsóban, Krosnóban, Łęczycaban és magángyűjteményekben szerepelnek. Az eredeti alkotás kb. 75%-a azonban elveszett. Feltételezések szerint a II. világháborúban a varsói felkelés idején néhány részlete elégett, más részei pedig Frankfurtban vesztek el.

## A körkép napjainkban
2009-ben ünnepelték Bem születésének 215. és hamvai Lengyelországba szállításának 80. évfordulóját. Az ünnepségek részeként bemutatták a körkép 1:2,5 méretarányú, fekete-fehér másolatát a tarnówi Rybny téren. A kiállítást Bronisław Komorowski, a szejm elnöke nyitotta meg. 2010-ben Várpalotán, 2011-ben Sepsiszentgyörgyön, Nagyszebenben és Kiskőrösön állították ki. 2013-ban Miskolcon volt látható.
2013. szeptember 29-én az ópusztaszeri Nemzeti Történeti Emlékparkban együtt mutatták be a fellelt részeket a Feszty-körképpel.